# Fontaines protégées aux monuments historiques dans le Grand Est
Cet article dresse la liste des fontaines protégées au titre des monuments historiques dans la région du Grand Est.
| Nom                                                              | Commune                | Département        | identifiant Mérimée   | Statut                                                                                     | date de protection       | image |
| ---------------------------------------------------------------- | ---------------------- | ------------------ | --------------------- | ------------------------------------------------------------------------------------------ | ------------------------ | ----- |
| fontaine, 14 rue du Nord                                         | Saint-Dié-des-Vosges   | Vosges             | PA00107280            | monument historique inscrit                                                                | 1946-09-20               |       |
| fontaine, place du Chapitre                                      | Saint-Dié-des-Vosges   | Vosges             | PA00107279            | monument historique inscrit                                                                | 1948-12-02               |       |
| fontaine d'Amphitrite                                            | Remiremont             | Vosges             | PA00107254            | monument historique classé                                                                 | 1966-12-20               |       |
| fontaine de la place de Mesdames                                 | Remiremont             | Vosges             | PA88000001            | monument historique inscrit                                                                | 1996-04-04               |       |
| fontaine du Jardin des Olives                                    | Remiremont             | Vosges             | PA88000001            | monument historique inscrit                                                                | 1996-04-04               |       |
| fontaine de Neptune de Remiremont                                | Remiremont             | Vosges             | PA00107254            | monument historique classé                                                                 | 1966-12-20               |       |
| fontaine des Dauphins de Remiremont                              | Remiremont             | Vosges             | PA88000001            | monument historique inscrit                                                                | 1996-04-04               |       |
| fontaine à deux bassins de Remiremont                            | Remiremont             | Vosges             | PA88000001            | monument historique inscrit                                                                | 1996-04-04               |       |
| fontaine du Cygne de Remiremont                                  | Remiremont             | Vosges             | PA88000001            | monument historique inscrit                                                                | 1996-04-04               |       |
| fontaine de la rue Maucervelle                                   | Remiremont             | Vosges             | PA88000001            | monument historique inscrit                                                                | 1996-04-04               |       |
| fontaine de la rue de la Xavée                                   | Remiremont             | Vosges             | PA88000001            | monument historique inscrit                                                                | 1996-04-04               |       |
| fontaine des Capucins de Remiremont                              | Remiremont             | Vosges             | PA88000001            | monument historique inscrit                                                                | 1996-04-04               |       |
| source du Crucifix                                               | Plombières-les-Bains   | Vosges             | PA00107221            | monument historique inscrit                                                                | 1926-07-05               |       |
| fontaine des Trois Coliches                                      | Raon-l'Étape           | Vosges             | PA00107242            | monument historique classé                                                                 | 1995-09-15               |       |
| fontaine de l'ancien hôtel de la trésorerie générale de Mézières | Rethel                 | Ardennes           | PA00078364            | monument historique inscrit                                                                | 1927-03-14               |       |
| fontaine Saint-Pierre de Chuffilly-Roche                         | Chuffilly-Roche        | Ardennes           | PA00078428            | monument historique inscrit                                                                | 1948-09-27               |       |
| fontaine d'Avize                                                 | Avize                  | Marne              | PA00078577            | monument historique classé                                                                 | 1961-11-10               |       |
| fontaine d'Ambonnay                                              | Ambonnay               | Marne              | PA51000009            | monument historique inscrit                                                                | 2003-11-05               |       |
| fontaine des Boucheries                                          | Reims                  | Marne              | PA00078786            | monument historique classé                                                                 | 1927-08-29               |       |
| fontaine                                                         | Reims                  | Marne              | PA00078787            | monument historique classé                                                                 | 1923-06-22               |       |
| fontaine de Fresnoy                                              | Parnoy-en-Bassigny     | Haute-Marne        | PA00079178            | monument historique inscrit                                                                | 1942-09-30               |       |
| fontaine aux Fées                                                | Langres                | Haute-Marne        | PA00079098            | monument historique inscrit                                                                | 1925-12-23               |       |
| fontaine de la Grenouille                                        | Langres                | Haute-Marne        | PA00079099            | monument historique classé                                                                 | 1906-08-13               |       |
| fontaine Bouchardon                                              | Chaumont               | Haute-Marne        | PA00079015            | monument historique inscrit                                                                | 1926-07-13               |       |
| fontaine-lavoir de Cohons                                        | Cohons                 | Haute-Marne        | PA00079033            | monument historique inscrit                                                                | 1986-12-24               |       |
| fontaine d'Aujeurres                                             | Aujeurres              | Haute-Marne        | PA00078944            | monument historique inscrit                                                                | 1929-02-01               |       |
| fontaine gallo-romaine de Braux-le-Châtel                        | Braux-le-Châtel        | Haute-Marne        | PA00078967            | monument historique classé                                                                 | 1915-01-28               |       |
| fontaine de Toul                                                 | Toul                   | Meurthe-et-Moselle | PA00106377            | monument historique inscrit                                                                | 1939-02-07               |       |
| fontaine Saint-Pierre                                            | Rosières-aux-Salines   | Meurthe-et-Moselle | PA00135414            | monument historique inscrit                                                                | 1995-03-06               |       |
| fontaine de Bar-le-Duc                                           | Bar-le-Duc             | Meuse              | PA00106467            | monument historique inscrit                                                                | 1930-10-16               |       |
| fontaine-lavoir du Déo                                           | Mauvages               | Meuse              | IA00036174 PA00106582 | monument historique classé                                                                 | 1988-05-02               |       |
| fontaine d'Andernay                                              | Andernay               | Meuse              | PA00132644            | monument historique inscrit                                                                | 1994-06-28               |       |
| fontaine de la Vache                                             | Villotte-devant-Louppy | Meuse              | PA00106718            | monument historique inscrit                                                                | 1992-09-09               |       |
| fontaine-lavoir d'Houdelaincourt                                 | Houdelaincourt         | Meuse              | PA00106544            | monument historique classé                                                                 | 1988-05-02               |       |
| fontaine de Saint-Avold                                          | Saint-Avold            | Moselle            | PA00106984            | monument historique inscrit                                                                | 1937-06-10               |       |
| fontaine Coislin                                                 | Metz                   | Moselle            | PA00106838            | monument historique classé                                                                 | 1929-10-28               |       |
| fontaine de la place Sainte-Croix                                | Metz                   | Moselle            | PA00106839            | monument historique inscrit                                                                | 1929-06-13               |       |
| fontaine de Landser                                              | Landser                | Haut-Rhin          | PA00085501            | monument historique classé                                                                 | 1984-12-06               |       |
| fontaine de Saint-Hippolyte                                      | Saint-Hippolyte        | Haut-Rhin          | PA00085662            | monument historique inscrit                                                                | 1932-05-11               |       |
| fontaine de Ribeauvillé                                          | Ribeauvillé            | Haut-Rhin          | PA00085588            | monument historique inscrit                                                                | 1932-05-11               |       |
| fontaine de Ribeauvillé                                          | Ribeauvillé            | Haut-Rhin          | PA00085589            | monument historique inscrit                                                                | 1932-05-11               |       |
| fontaine du Cerf                                                 | Ribeauvillé            | Haut-Rhin          | PA00085587            | monument historique inscrit                                                                | 1932-05-11               |       |
| fontaine de la Sinne                                             | Riquewihr              | Haut-Rhin          | PA00085602            | monument historique inscrit                                                                | 1930-03-18               |       |
| Stockbrunnen                                                     | Rouffach               | Haut-Rhin          | PA00085640            | monument historique inscrit                                                                | 1929-06-13               |       |
| fontaine de Turckheim                                            | Turckheim              | Haut-Rhin          | PA00085710            | monument historique inscrit                                                                | 1930-10-16               |       |
| fontaine de Munster                                              | Munster                | Haut-Rhin          | PA00085550            | monument historique inscrit                                                                | 1985-12-30               |       |
| orangerie des Hartmann                                           | Munster                | Haut-Rhin          | PA00085760            | monument historique inscrit                                                                | 1990-12-07               |       |
| fontaine d'Orschwihr                                             | Orschwihr              | Haut-Rhin          | PA00085577            | monument historique inscrit                                                                | 1934-03-22               |       |
| fontaine Saint-Thiébaut                                          | Thann                  | Haut-Rhin          | PA00085698            | monument historique inscrit                                                                | 1934-03-22               |       |
| fontaine des Vignerons                                           | Thann                  | Haut-Rhin          | PA00085699            | monument historique inscrit                                                                | 1922-03-22               |       |
| fontaine de la Vierge                                            | Altkirch               | Haut-Rhin          | PA00085316            | monument historique inscrit monument historique classé                                     | 1987-03-09 et 1987-03-09 |       |
| fontaine d'Eguisheim                                             | Eguisheim              | Haut-Rhin          | PA00085418            | monument historique inscrit                                                                | 1934-03-22               |       |
| fontaine de Soultzbach-les-Bains                                 | Soultzbach-les-Bains   | Haut-Rhin          | PA00085686            | monument historique inscrit                                                                | 1934-03-22               |       |
| fontaine de Soultzmatt                                           | Soultzmatt             | Haut-Rhin          | PA00085690            | monument historique inscrit objet recensé dans l'Inventaire général du patrimoine culturel | 1934-03-22               |       |
| fontaine de Bergheim                                             | Bergheim               | Haut-Rhin          | PA00085342            | monument historique inscrit                                                                | 1929-06-13               |       |
| fontaine gothique de Beblenheim                                  | Beblenheim             | Haut-Rhin          | PA00085336            | monument historique classé                                                                 | 1922-03-02               |       |
| fontaine de l'Homme Sauvage                                      | Ammerschwihr           | Haut-Rhin          | PA00085327            | monument historique classé                                                                 | 1965-03-26               |       |
| fontaine et puits de Westhalten                                  | Westhalten             | Haut-Rhin          | PA00085732            | monument historique inscrit                                                                | 1934-03-22               |       |
| fontaine de Masevaux                                             | Masevaux-Niederbruck   | Haut-Rhin          | PA00085513            | monument historique inscrit                                                                | 1937-05-24               |       |
| fontaine Constantin                                              | Kaysersberg Vignoble   | Haut-Rhin          | PA00085478            | monument historique inscrit                                                                | 1932-06-03               |       |
| fontaine de Masevaux                                             | Masevaux-Niederbruck   | Haut-Rhin          | PA00085512            | monument historique inscrit                                                                | 1937-05-24               |       |
| fontaine de l'Ours                                               | Heiligenstein          | Bas-Rhin           | PA00085280            | monument historique inscrit                                                                | 1990-12-07               |       |
| fontaine du col de Saverne                                       | Ottersthal             | Bas-Rhin           | PA00084880            | monument historique inscrit                                                                | 1934-04-21               |       |
| fontaine de Neuwiller-lès-Saverne                                | Neuwiller-lès-Saverne  | Bas-Rhin           | PA00084822            | monument historique inscrit                                                                | 1934-04-21               |       |
| fontaine de Châtenois                                            | Châtenois              | Bas-Rhin           | PA00084666            | monument historique inscrit                                                                | 1932-05-11               |       |
| fontaine de Blienschwiller                                       | Blienschwiller         | Bas-Rhin           | PA00084627            | monument historique inscrit                                                                | 1931-04-29               |       |
| fontaine de Nothalten                                            | Nothalten              | Bas-Rhin           | PA00084836            | monument historique inscrit                                                                | 1931-04-29               |       |
| fontaine de Nothalten                                            | Nothalten              | Bas-Rhin           | PA00084837            | monument historique inscrit                                                                | 1931-04-29               |       |
| fontaine de Westhoffen                                           | Westhoffen             | Bas-Rhin           | PA00085224            | monument historique inscrit                                                                | 1931-04-29               |       |
| fontaine de Wasselonne                                           | Wasselonne             | Bas-Rhin           | PA00085216            | monument historique inscrit                                                                | 1931-04-29               |       |
| fontaine place Saint-Georges à Haguenau                          | Haguenau               | Bas-Rhin           | PA00084726            | monument historique inscrit                                                                | 1939-03-20               |       |
| fontaine aux Abeilles                                            | Haguenau               | Bas-Rhin           | PA00084727            | monument historique classé                                                                 | 1984-02-08               |       |
| Stockbrunnen                                                     | Dambach-la-Ville       | Bas-Rhin           | PA00084679            | monument historique inscrit                                                                | 1930-01-06               |       |
| Sechseimeshrunnen                                                | Rosheim                | Bas-Rhin           | PA00084916            | monument historique inscrit                                                                | 1930-04-05               |       |